# Nihon Hidankyo
Nihon Hidankyo är en japansk gräsrotsrörelse av överlevande från atombomberna i Hiroshima och Nagasaki vilka ofta kallas för hibakusha. Rörelsen tilldelades Nobels fredspris 2024 för sina insatser för att uppnå en värld fri från kärnvapen och för att genom vittnesmål visa att kärnvapen aldrig får användas igen.
Organisationen grundades 1956 när lokala hibakusha-föreningar tillsammans med offer för kärnvapentester i Stilla havet bildade en organisation vars namn översätts till Japan Confederation of A- and H-Bomb Sufferers Organisations på engelska. Namnet förkortades på japanska till Nihon Hidankyo och blev den största och mest inflytelserika hibakusha-organisationen i Japan.
Nihon Hidankyo arbete bedöms ha spelat en stor roll i det faktum att kärnvapen inte använts i krig sedan USA fällde två atombomber över Hiroshima och Nagasaki den 6 respektive 9 augusti 1945.